# 丰沙尔湾

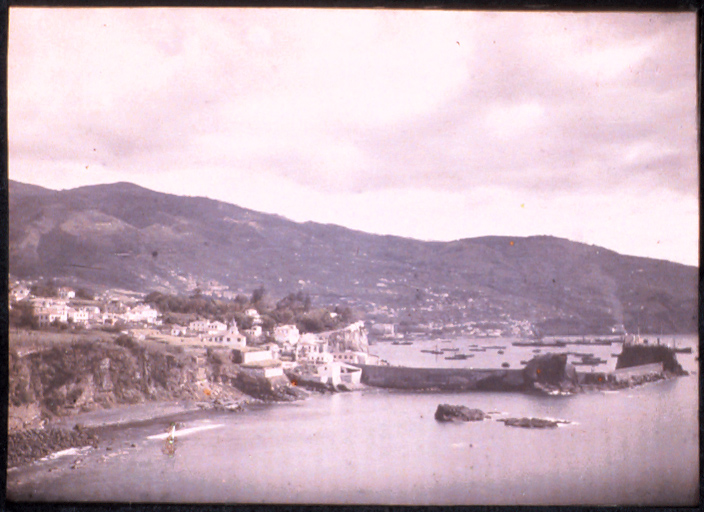
马德拉岛的丰沙尔湾，20世纪初期萨拉·安吉丽娜·阿克兰拍摄

丰沙尔湾是位于北大西洋上马德拉岛丰沙尔沿岸的海湾湾内有丰沙尔市的港口。
世界领先酒店组织之一的里德宫酒店位于丰沙尔湾西部的海岬处。 

## 早期照片
20世纪上半叶，早期彩色相片摄影师萨拉·安吉丽娜·阿克兰（1849–1930）在马德拉逗留了一段时间。她在岛上拍摄了许多照片，其中很多关于丰沙尔湾。